# ماريانا ماديا
ماريانا آنا ماديا (بالإيطالية: Maria Anna Madia)‏ وهي سياسية إيطالية من الحزب الديمقراطي الإيطالي ولدت في يوم 5 سبتمبر 1980 في مدينة روما عاصمة إيطاليا وهي عضوة في مجلس النواب الإيطالي منذ سنة 2008، وحالياً تشغل منصب وزيرة الإدارة العامة والتخطيط في حكومة ماتيو رينزي منذ 21 فبراير 2014.

## السيرة
ماديا ولدت في روما في سنة 1980. عائلتها من قلورية وإستقرت في روما، جدها الأكبر تيتا ماديا كان محامي وصحفي في الخمسينات، ووالدها ستيفانو ماديا كان سياسي وصحفي وممثل. وهي خريجة جامعة روما سابينزا في تخصص العلوم السياسية.
في يونيو 2013 تزوجت من ماريو جيانيني منتج الأفلام والمسلسلات الإيطالي، ولديها إبنين منه وهم فرنسيسكو ومارغريتا ألذان ولدا في 8 أبريل 2014.
تعرف ماديا نفسها بأنها كاثوليكية وتعارض الإجهاض شخصياً، إلا أنها تدعمه في القانون الإيطالي.